# 謝述
謝 述（しゃ じゅつ、390年 - 435年）は、東晋から南朝宋にかけての官僚。字は景先。小字は道児。本貫は陳郡陽夏県。兄は謝裕・謝純・謝甝。

## 経歴
謝允（東晋の太保謝安の次兄の謝拠の次男）の子として生まれた。兄の謝純に従って江陵に下った。義熙8年（412年）、謝純が殺害されると、謝述は兄の喪を守って建康に帰還した。劉裕が豫州に赴任すると、謝述は召されて主簿となった。後に太尉参軍に転じた。義熙11年（415年）、劉裕の下で従軍して司馬休之を討ち、吉陽県五等侯に封じられた。劉義符の下で世子征虜参軍となり、主簿に転じた。宋国の尚書祠部郎となり、また劉義符の下で世子中軍主簿となった。
永初元年（420年）、劉義符が南朝宋の皇太子に立てられると、謝述は太子中舎人となった。後に長沙国内史として出向して、善政で知られた。元嘉2年（425年）、建康に召還されて中書侍郎に任じられた。元嘉3年（426年）、武陵郡太守として出向した。彭城王劉義康の下で驃騎長史となり、南郡太守を兼ねた。元嘉6年（429年）、劉義康が司徒として入朝すると、謝述はその下で司徒左長史となり、左衛将軍の号を受けた。清廉で知られ、劉義康の厚遇を受け、殷景仁や劉湛らとも深い交友関係にあった。雍州刺史の張邵が不正な蓄財のために廷尉に下されると、謝述は張邵の以前の勲功について述べて寛恕を請い、文帝に容れられた。呉郡太守に任じられたが、病のために赴任しなかった。病が快癒すると、呉興郡太守に任じられた。
元嘉12年（435年）、死去した。享年は46。その柩が建康に送られるにあたっては、殷景仁と劉湛が迎えに出て、船に同乗して涙を流した。

## 子女
- 謝綜（? - 445年、太子中舎人、母の弟の范曄の反乱計画に連座して処刑された）
- 謝約（? - 445年、范曄に連座して処刑された）
- 謝緯（謝朓の父。文帝の五女の長城公主を妻に迎え、兄2人が処刑されると広州に流された。孝建年間に建康に帰還した。泰始年間に正員郎中に上った）

## 伝記資料
- 『宋書』巻52 列伝第12
- 『南史』巻19 列伝第9